# Ittergau
Der Ittergau (ittergowe), auch als „Nitherga“ bekannt, war ein mittelalterlicher Gau an der mittleren Eder im Norden von Hessen, benannt nach dem Eder-Nebenfluss Itter. Die territoriale Ausdehnung des Ittergaues variierte im geschichtlichen Verlauf; genaue Grenzen sind derzeit nicht gesichert.

## Umfang des Gaus
Gauorte und ihre ersten urkundlichen Nennung waren:
- Goddelsheim (888)
- Helmscheid (843/77)
- Immighausen (850)
- Latterveld, Wüstung bei Gembeck oder Marsberg (948)
- Hessinghausen, Wüstung nordwestlich von Meineringhausen (Ortsteil von Korbach) (948)
- Sarmandinghausen, Wüstung zwischen Berndorf (Twistetal) und Helmscheid gelegen (Ortsteil von Korbach) (974)
- Korbach (980)[1]
- Brüngeringhausen, Wüstung bei Goddelsheim (980)
- Büdefeld und Holhausen, Wüstungen bei Goldhausen (Ortsteil von Korbach) (980)
- Lelbach, Ortsteil von Korbach (980)
- Rhena, Ortsteil von Korbach (980)
- Nieder-Ense, oder Ober-Ense bei Korbach (beide  Orte  werden  jedoch schon 1010 urkundlich erwähnt und gehören heute zu Korbach)
- Holzhausen, Wüstung 2,5 km östlich von Korbach (gehört heute zu Korbach) (1025)
- Schmittinghausen, oder Twiste (1025)

Im Gebiet der Diemel lagen:
- Anaimuthiun, (auch Anavuito und Enemuden) Wüstung bei Bredelar (948)[2]
- Upspringen (auch Upsprunge), heute Giershagen, ein Ortsteil von Marsberg (948)[2]
- Giebringhausen (1025)
- Padberg (auch Badberch, Badperch, Bathbergh, Pattberch), ein Ortsteil von Marsberg (1. Juni 1030 Staatsarchiv Münster)[3][4]

1058:
- „Obere Burg“ bei Obernburg – Als Erbauer werden die Herren von Itter genannt – 1. Stammsitz?

ab 1126:
- die Itterburg (castrum ithere), Ruine bei Thalitter (Ortsteil der Gemeinde Vöhl)
- Dorfitter (itere), (Ortsteil der Gemeinde Vöhl)
- Hof Lauterbach (Ortsteil der Gemeinde Vöhl)
- Dalwig (dalewig), eine im Dreißigjährigen Krieg wüst gefallene Siedlung zwischen Korbach und Dorfitter, an die heute ein Gedenkstein im Feld erinnert.